# Vodde
Vodde is een Nederlandse sokken- en garenfabrikant, die zich toelegt op het maken van garen en sokken uit vodden. Het bedrijf geeft op die manier oud en afgeschreven textiel een tweede leven.

## Geschiedenis
Vodde ging van start in 2020. Ondernemer Patrick Welp, die op dat moment 15 jaar ervaring had met de textielbranche, met name in de sokken-, nacht-, en ondermode, was al langer ontevreden met de misstanden in de textielindustrie. Toen aan het begin van de coronapandemie in 2020 de aanvoerlijnen voor bestellingen wegvielen, startte Welp met een team van ervaren mensen uit de textielwereld het initiatief Vodde op. Het team werd daarbij ondersteund door Midpoint Brabant, een organisatie die zich inzet voor circulaire initiatieven in de regio Midden-Brabant. Het nieuwe bedrijf vestigde zich in een bedrijfspand van het vroegere textielbedrijf Dröge, pal naast het Textielmuseum.
In 2021 won Vodde de KVK Impact Award 2021, een award van de KvK, die in het leven was geroepen voor ondernemers uit het midden- en kleinbedrijf die onder invloed van de coronacrisis een product of dienst op de markt hadden gebracht.
In 2023 wist via het WNL-televisieprogramma Dragons' Den een extra investering van 275.000 euro binnen te harken. Drie van de investeerders uit het programma bleken bereid om 275.000 euro te investeren in ruil voor 25 procent van de aandelen van de Tilburgse onderneming.

## Proces
Het maken van vezels uit vodden werd in eerste instantie gedaan door een familiebedrijf in Spanje, en het tot garen spinnen van deze vezels werd uitgevoerd door een spinnerij in Portugal. Om de prijs te drukken en daardoor te kunnen concurreren met garen van nieuw katoen, verhuisde de productie van garen in een later stadium naar Turkije.
Het textiel dat gebruikt wordt, bestaat uit vodden, visnetten en oude bedrijfskleding. Het textiel is afkomstig uit Nederland, en wordt aangeleverd door verschillende partners, zoals de Tilburgse kringloopwinkel, het sorteercentrum van textielinzamelaar Sympany en de rijksoverheid. Het ontvangen textiel wordt eerst schoongemaakt en ontdaan van knopen en ritsen. Daarna worden de stoffen tot vezels verwerkt. De vezels worden vervolgens gesponnen tot garen. Daarna wordt het gesponnen garen getest op haar eigenschappen, alvorens het garen daadwerkelijk voor het maken van kleding kan gebruikt.
Vodde werkt met zogeheten "Post Consumer"-materiaal, ofwel grondstoffen die daadwerkelijk door consumenten zijn gebruikt. Door de slijtage van vezels in gebruikt textiel zijn de vezels korter en daardoor kwetsbaarder. Daarom versterkt Vodde de oude vezels met gerecycled pet-plastic. Het garen is daardoor niet 100% circulair.

## Klanten
De sokken worden ontwikkeld voor consumentenverkoop, voor sport- en modemerken, en voor bedrijfskleding. De sokken kunnen direct door consumenten besteld worden via een webshop, maar de meerderheid van de afzetmarkt bestaat uit andere bedrijven; b2b-klanten, zoals Zeeman en G-Star, die in een keer grote partijen afnemen. Politiepolo's worden door Vodde verwerkt tot nieuwe sokken met het politielogo erin.
Naast sokken produceert Vodde geen andere kleding, maar enkel garen. De doelstelling is om gerecyclede garen te produceren, die vervolgens door de grote kledingmerken verder verwerkt kan worden.